# Sopot
Pour les articles homonymes, voir Sopot (homonymie).
Sopot (prononcer [ˈsɔpɔt], en kachoube : Sopòt, en allemand Zoppot) est une ville de Pologne d'environ 40 000 habitants qui constitue avec Gdańsk et Gdynia une vaste conurbation portuaire connue sous le nom de Tricité (Trójmiasto en polonais).
Située sur la côte sud de la mer Baltique, au nord de la voïvodie de Poméranie, Sopot est surtout une station balnéaire et un lieu de cure, bien connu pour sa jetée de bois (appelée Molo), la plus longue d’Europe (515,5 mètres), d'où on a une vue sur le golfe de Gdańsk. La ville est également réputée pour son festival international de la chanson, second évènement en Europe après le concours Eurovision.
Sur le plan administratif, c'est à la fois une ville et un district (miasto na prawach powiatu), ce qui en fait, avec seulement 40 000 habitants, la ville-district la moins peuplée de Pologne.

## Nom de la ville
Le nom de Sopoth (1283) et Sopot (1291) vient d’un vieux mot slave qui signifie « source ».
Dans la Pologne d'avant-guerre, les noms de Sopoty ou Copoty (pluriel en polonais) étaient couramment en usage, et le nom officiel de la ville était Zoppot, en allemand, jusqu'en 1946.

## Histoire

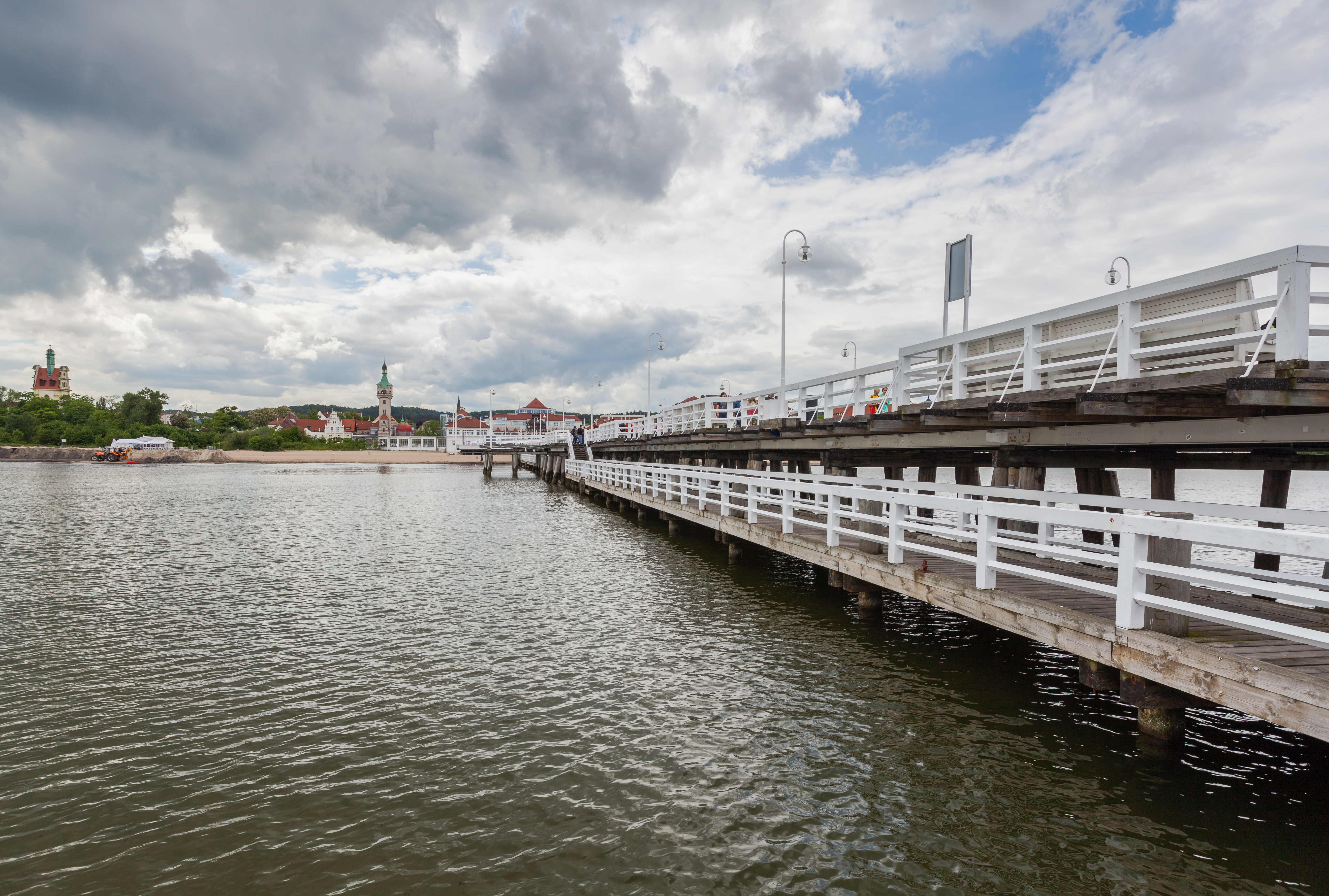
La jetée

### Avant 1466
Au VIIe siècle, une forteresse slave en Poméranie est construite. C'est un avant-poste marchand qui permet des relations commerciales étendues avec à la fois des régions de la Vistule situées au sud et des villes au-delà de la Baltique. Avec le temps, l’importance du bastion diminue et, au Xe siècle, il n'est plus habité que par des pêcheurs, avant d’être finalement abandonné. Un siècle plus tard, l’endroit est de nouveau peuplé et deux villages sont fondés aux confins de la ville actuelle : Stawowie et Gręzowo. Ils sont mentionnés une première fois en 1186 comme ayant été concédés à l'abbaye cistercienne d’Oliwa. Un autre des villages aujourd’hui intégrés à Sopot, Świemirowo, est mentionné en 1212 dans un document signé par Mściwój Ier, duc de Gdańsk, qui le cède au monastère de Saint-Norbert dans la localité voisine de Żukowo.
Le nom de Sopot est mentionné une première fois en 1283 et désigne toute l'agglomération. Qualifié de village de pêcheurs, il est attribué aux cisterciens. Vers 1316, l'abbaye acquiert tous les villages des environs. Après le Traité de paix de Thorn de 1466, l'agglomération est incorporée à la Pologne.

### De 1466 à 1806

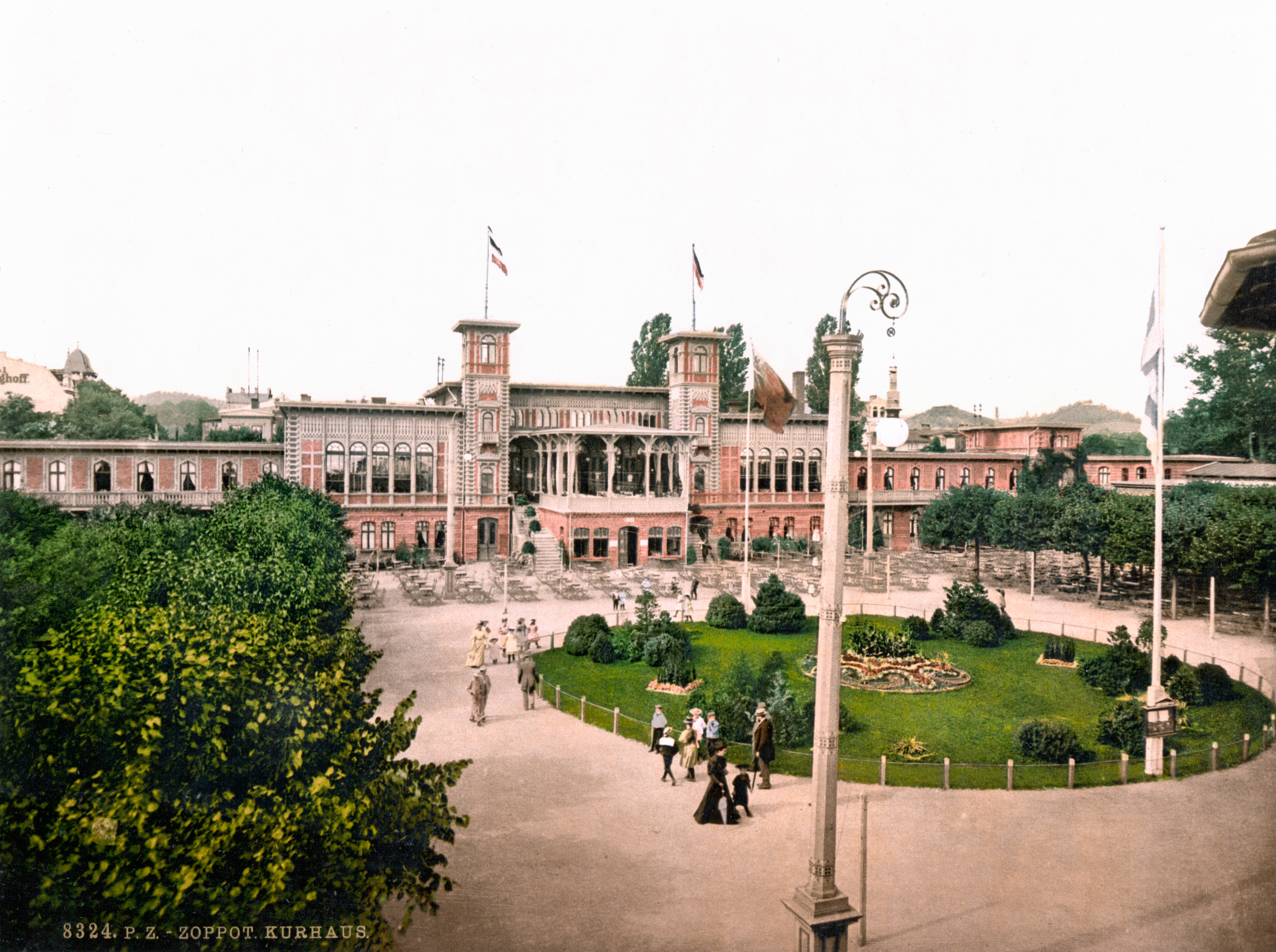
L'établissement thermal Kurhaus vers 1900

Au XVIe siècle, Sopot fut une ville d'eau pour les habitants de Dantzig. Jusqu'à la fin du siècle, les familles plus nobles et les plus riches de la ville y faisaient construire des résidences. Pendant les négociations du traité d'Oliva, le roi Jean II Casimir vécut dans l'une d'elles, pendant que le négociateur suédois Magnus de La Gardie résidait dans une autre - appelée depuis le Manoir suédois.
Pendant la guerre de la Succession de Pologne, en 1733, les troupes impériales russes assiégèrent la ville voisine de Dantzig, et, une année plus tard pillèrent et brûlèrent entièrement le village de Sopot. Après la fin de la guerre, Sopot fut abandonné et les manoirs désertés jusqu'au milieu du XVIIIe siècle.
En 1757 et 1758, la plupart des manoirs détruits furent achetés par une famille de magnats poméraniens, les Przebendowski. Le général Jozef Przebendowski acheta neuf palais avec les jardins qui les entouraient, et, en 1786 sa veuve, Bernardyna Przebendowska (née Kleist), les deux derniers. Sopot fut annexé par le royaume de Prusse en 1772 lors du premier partage de la Pologne. À la suite des nouvelles lois imposées par le roi Frédéric le Grand, les biens d'Église furent confisqués par l'État. Le village fut reconstruit et, en 1806, l'emplacement fut vendu à un négociant de Dantzig, Carl Christoph Wegner.

### Zoppot de 1806 à 1945

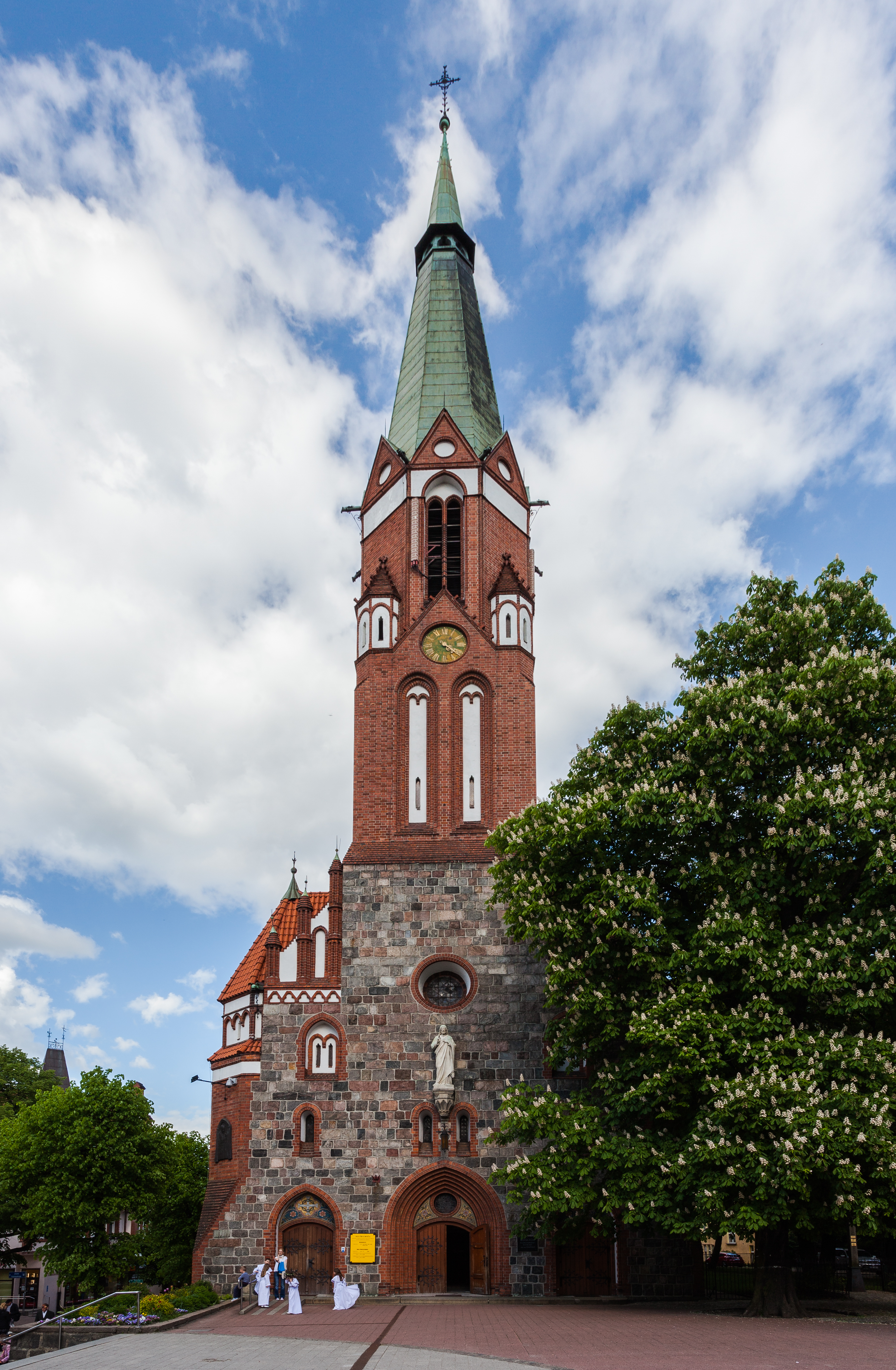
Clocher de l'église Saint-Georges

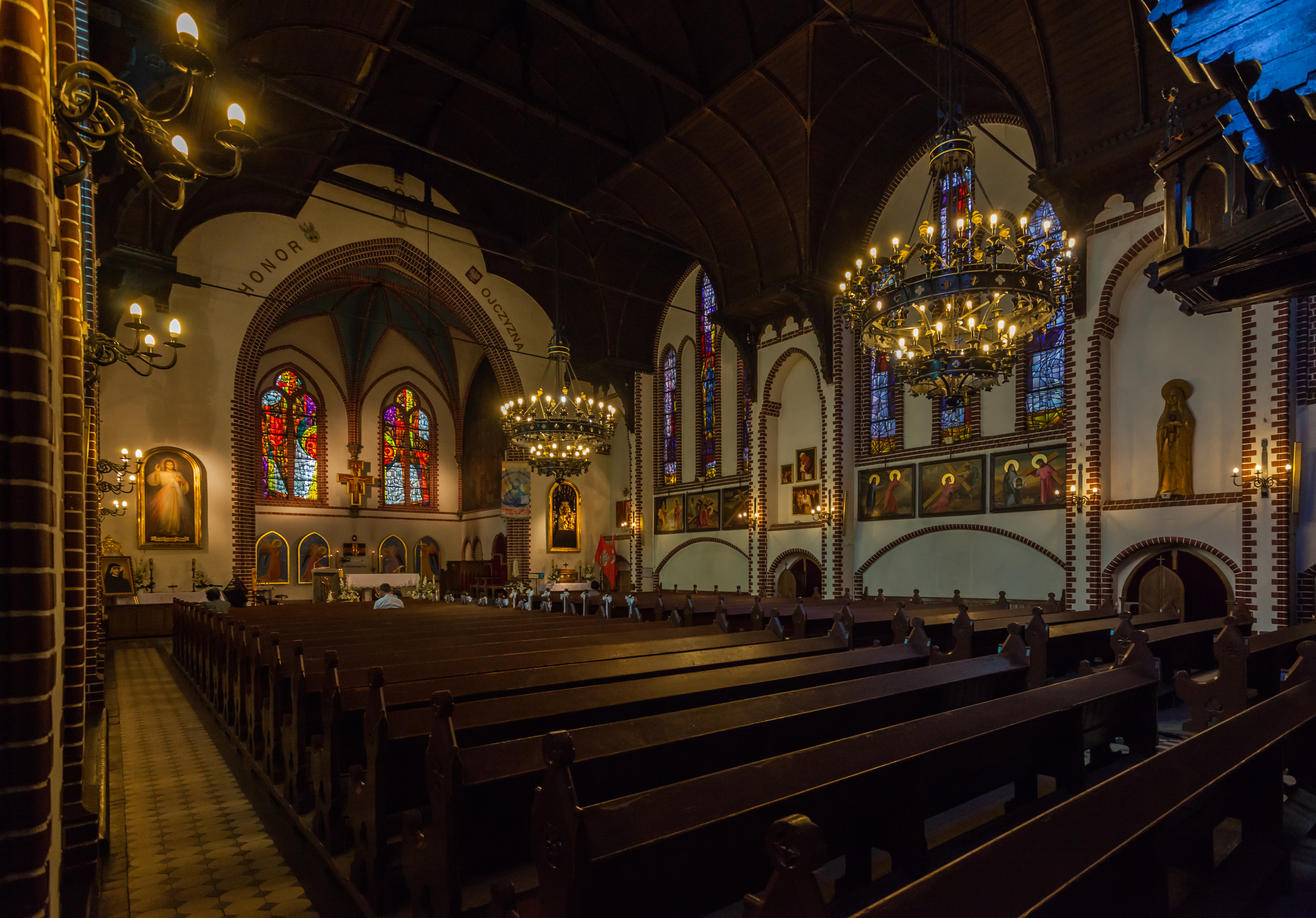
St George

En 1819, Wenger ouvrit à Zoppot le premier bain public et essaya de promouvoir parmi les habitants de Dantzig la ville d'eau qu'il venait d'établir, mais l'entreprise se solda par un échec financier. Pourtant, en 1823, le Dr Jean Georg Haffner, ancien médecin de l'armée française, finança un nouveau complexe balnéaire qui devint très populaire. Dans les années suivantes, Haffner développa encore les équipements. En 1824, un sanatorium fut ouvert au public, ainsi qu'une jetée de 63 m de long, des vestiaires et un parc. Haffner mourut en 1830, mais son entreprise fut continuée par son beau-fils, Ernst Adolf Böttcher, qui continua à développer l'endroit ; et, en 1842, un nouveau théâtre et un sanatorium furent ouverts. Dès lors, le nombre de touristes venant à Zoppot chaque année monta à presque 1 200.
En 1870, Zoppot vit l'ouverture de sa première ligne de chemin de fer : la nouvelle liaison ferroviaire entre Dantzig et Kolberg, prolongée par la suite jusqu'à Berlin. Ces bonnes connexions accrurent la popularité de la région et en 1900 le nombre de touristes avait presque atteint 12 500 par an.
En 1873, le village de Zoppot devint le siège administratif de la commune. Bientôt, d'autres villages y furent incorporés, et, en 1874 le nombre d'habitants se montait à plus de 2 800.
Au début du XXe siècle, c'était la ville d'eau préférée du Kaiser Guillaume II. Au début du siècle, la ville devint un endroit touristique non seulement pour les habitants de la ville proche de Dantzig, mais aussi pour l'aristocratie de Berlin, de Varsovie et de Königsberg. Peu après la Première Guerre mondiale, un casino fut créé dans le Grand Hôtel et fut une ressource financière importante pour la trésorerie de la ville libre de Dantzig.
En 1877, l'administration autonome de la commune acheta le village aux descendants du docteur Haffner et commença à le développer. Un deuxième sanatorium fut construit en 1881 et la jetée fut prolongée à 85 mètres. L'usine à gaz fut construite en 1885. Deux ans plus tard, venaient des courts de tennis et l'année suivante un champ de courses hippiques fut ouvert au public. Plusieurs équipements furent construits pour les habitants à demeure et non plus seulement pour les touristes, entre autres deux nouvelles églises : la protestante (17 septembre 1901) et la catholique (21 décembre 1901).

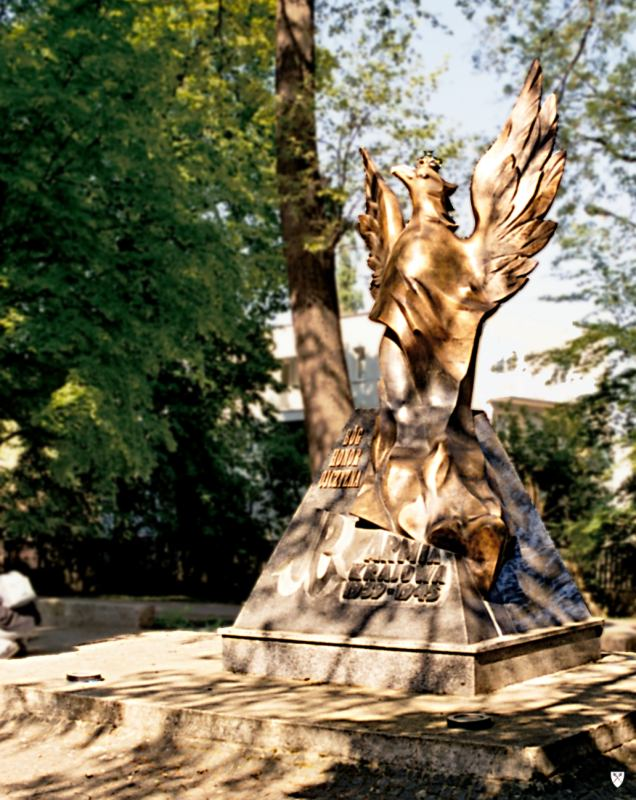
Monument en l'honneur de l'Armée Armia Krajowa

Le 8 octobre 1901, Guillaume II accorda à Zoppot les droits de ville, lesquels lui permirent de se développer encore plus vite qu'auparavant. Un nouveau sanatorium balnéologique fut ouvert en 1904. En 1907, de nouveaux bains au sud des anciens furent construits en style Viking. En 1909, un nouveau théâtre fut ouvert dans la forêt voisine à l'intérieur des limites de la ville, là où aujourd'hui se tient chaque année le Festival de Sopot. En 1912 fut ouvert un troisième complexe de bains, de sanatoriums, d'hôtels et de restaurants, attirant encore plus de touristes. Peu de temps avant la Première Guerre mondiale, la ville avait 17 400 habitants permanents et recevait plus de 20 000 touristes chaque année.
Le traité de Versailles attribua Zoppot à la ville libre de Dantzig. Grâce à la proximité des frontières polonaise et allemande, l'économie de la ville se rétablit bientôt. Le casino récemment construit devint une des sources principales de revenu pour la toute petite ville libre. En 1927, les autorités de la ville construisirent le Kasino-hôtel, un des sites les plus remarquables de Sopot aujourd'hui. Après la Seconde Guerre mondiale, il fut rebaptisé Grand Hôtel, et est toujours un des hôtels les plus luxueux de Poméranie.
À partir de 1922 se tint dans l'Opéra de la Forêt un Festival Richard Wagner de haute qualité, si bien que Zoppot était parfois considérée comme le « Bayreuth du Nord ». En 1928, la jetée fut prolongée jusqu'à sa longueur actuelle : 512 mètres. C'est depuis la plus longue jetée en bois d'Europe et une des plus longues du monde. Au début des années 1930, la ville atteignit le pic de sa popularité parmi les touristes étrangers - plus de 30 000 venaient chaque année (nombre qui ne comprend pas les touristes de Dantzig même qui y passaient leurs vacances). Cependant, au cours des années 1930, la tension à la frontière polonaise et la montée du nazisme commencèrent à décourager les touristes étrangers. En 1938, des nazis allemands de l'endroit mirent le feu à la synagogue de Zoppot.
La Seconde Guerre mondiale éclata le 1er septembre 1939. Le lendemain, la ville libre de Dantzig fut annexée par au Troisième Reich et la plupart des Polonais, des Cachoubes et des Juifs qui y habitaient furent arrêtés et expulsés. Comme la guerre faisait rage, l'industrie touristique de la ville s'effondra. Le dernier Festival Wagner eut lieu en 1942.
Étant parvenue à 10 kilomètres de la ville le 15 mars 1945, les unités de l'Armée Rouge parvinrent à la Baltique le 22 mars, puis l'Armée rouge entra à Zoppot le 23 mars 1945. Au terme de féroces combats de rues entre blindés, la ville est définitivement prise par les troupes soviétiques le 25 mars 1945. La ville perdit cette année-là environ 10 % de ses bâtiments - certains pendant les combats, mais un bon nombre furent détruits par les soldats soviétiques sous l'empire de l'alcool, après le 8 mai 1945. Les soldats soviétiques brûlèrent et pillèrent la plupart des bâtiments voisins de la jetée, y compris le complexe de sanatoriums balnéaires.

### Après 1945

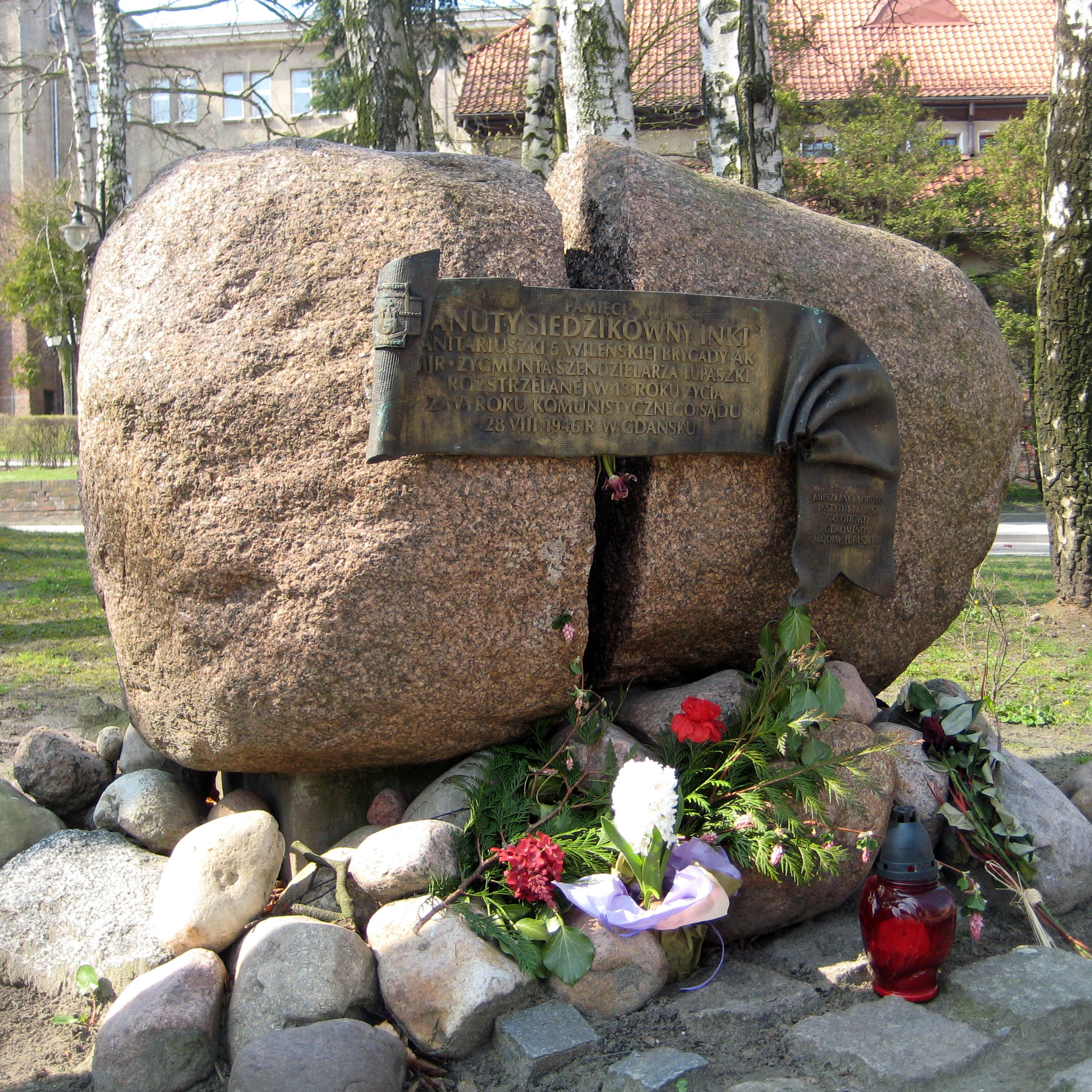
Mémorial de Danuta Siedzikówna

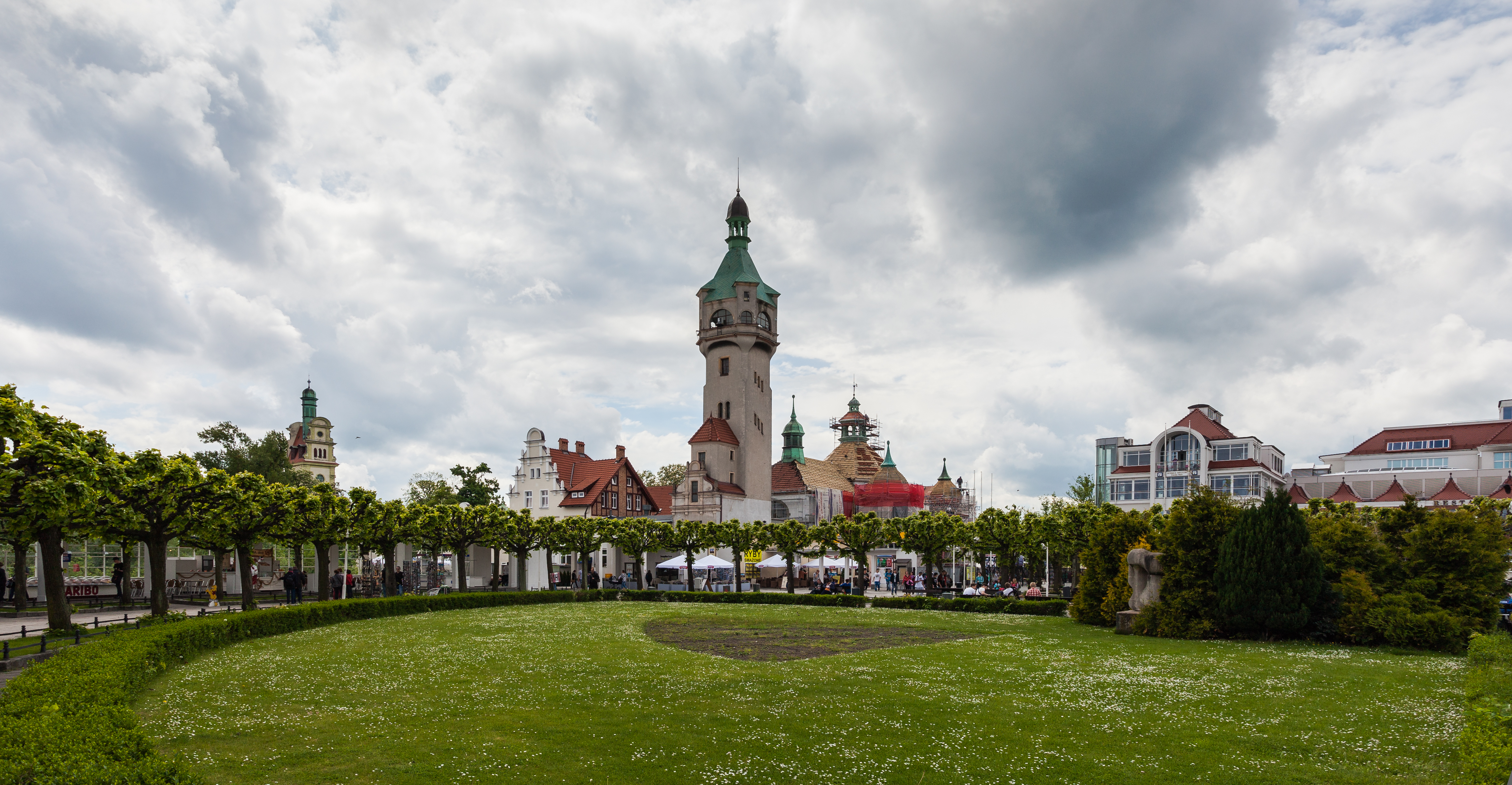
Ancien phare et le centre balnéaire

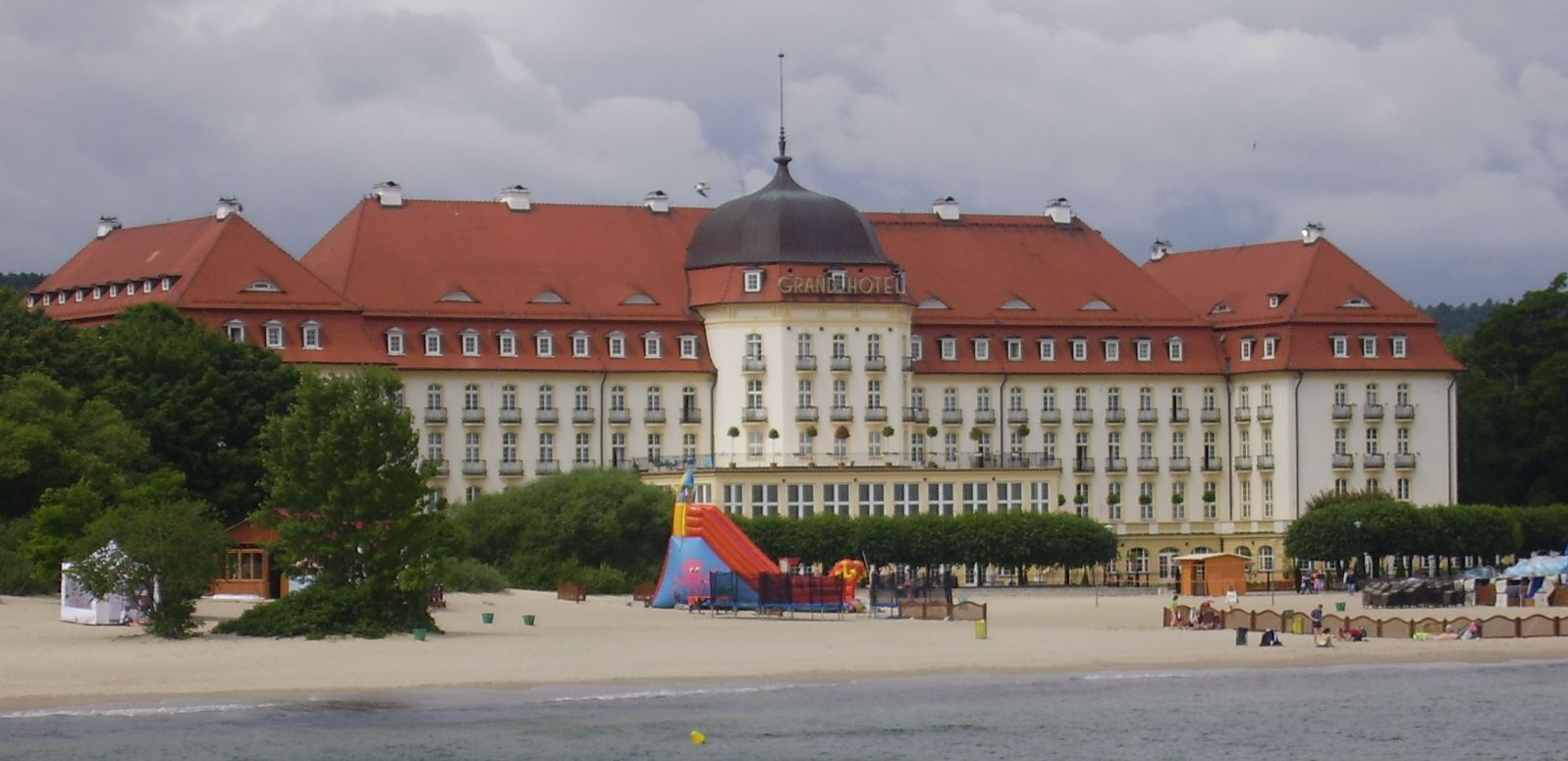
Le Grand Hôtel.

Conformément aux dispositions prises à la conférence de Potsdam, et selon les vœux de Joseph Staline, Zoppot fut incorporé à l'État polonais d'après-guerre et reçut le nom officiel polonais de Sopot. Les autorités de la voïvodie de Gdańsk y résidèrent jusqu'à la fin de 1946. La plupart des habitants allemands qui n'étaient pas partis de la ville devant l'avance de l'Armée rouge furent bientôt expulsés et remplacés bien vite par des Polonais chassés des régions annexées par l'Union soviétique, en particulier en République socialiste soviétique d'Ukraine.
Après la guerre, Sopot se rétablit rapidement. Une ligne de tramway vers Gdańsk fut ouverte, et l'on créa l'École supérieure de musique, l'École supérieure de commerce maritime, une bibliothèque et une galerie d'art. Depuis 1948, (pendant que Jan Kapusta était à la tête de la ville), un Festival d'Arts se tient à Sopot. En 1952, les lignes de tramway furent remplacées par une ligne de chemin de fer de banlieue reliant Gdansk, Sopot et Gdynia. Bien qu'en 1954 l'École supérieure des beaux-arts ait été déplacée à Gdansk, Sopot est resté un centre culturel important. En 1956, le premier festival polonais de jazz s'y est tenu (jusqu'à ce que cette année-là le jazz fût interdit par les autorités communistes) ; il fut le précurseur du Jamboree annuel de Jazz qui se tient toujours à Varsovie. En 1961, le premier Concours de Chanson international fut organisé à l'Opéra de la Forêt. Deux ans plus tard, la rue principale de Sopot (Bohaterów Monte Cassino) fut transformée en une zone piétonnière.
De nouveaux complexes balnéaires, des sanatoriums et des hôtels furent ouverts en 1972 et 1975. Sopot avait environ 54 500 habitants en 1977, le plus haut chiffre de son histoire. Le centre historique fut mis sous la protection de l'État comme patrimoine national en 1979. La loi martiale proclamée par le général Jaruzelski en 1981 entraîna une période de déclin économique qui prit fin avec la chute du régime communiste en 1989. En 1995, le complexe sud de bains et de sanatoriums connut une extension importante et, deux ans plus tard, le printemps de Saint-Adalbert était inauguré. Grâce à cela, Sopot put en 1999 retrouver son statut officiel de ville d'eau. Sopot a célébré le 100e anniversaire de sa charte urbaine en 2001.

## Démographie
| 1819 | 1842 | 1874  | 1900   | 1914   | 1919   | 1933   | 1947   | 1950 | 1970   | 1975   | 1980   | 1990   | 1995   | 1998   | 2000   |
| ---- | ---- | ----- | ------ | ------ | ------ | ------ | ------ | ---- | ------ | ------ | ------ | ------ | ------ | ------ | ------ |
| 350  | 937  | 2 800 | 11 800 | 17 400 | 18 400 | 30 800 | 26 900 | ?    | 44 000 | 47 700 | 51 700 | 51 300 | 46 700 | 43 000 | 41 432 |

## Personnalités
- Jean Georg Haffner (1775-1830), médecin militaire français et fondateur de la station thermale.
- Klaus Kinski (1926-1991), acteur allemand, est né à Zoppot, ancien nom de la ville de Sopot.
- Donald Tusk (1957-), homme politique polonais, président du Conseil des ministres de la République de Pologne depuis novembre 2007, réside à Sopot avec sa famille.

## Villes voisines sur le littoral baltique
- Gdańsk (ville portuaire et industrielle)
- Gdynia (ville portuaire et industrielle)

## Lieux touristiques

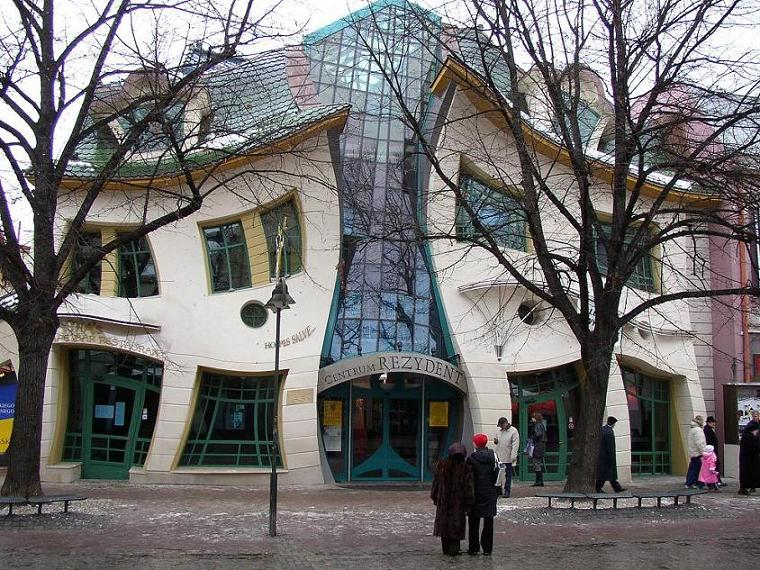
La Maison tordue (2006)

- Cimetière juif de 1913, rue Malczewskiego.
- Église Zbawiciela - Église paroissiale évangélique, construite de 1913 à 1919.
- Département de balnéothérapie
- Rue Monte Cassino longue de 635 m.
- Site archéologique, rue Haffnera.
- Phare
- Jetée en bois, la plus longue d'Europe (515m).
- Les maisons jumelles, construites en 2004.
- La Maison tordue, construite en 2004.
- Grand Hotel, construit de 1924 à 1927.

## Communications
- Aéroport le plus proche : Gdańsk

## Enseignement
- Université des sciences sociales et humaines

## Sports
En 2001, la ville de Sopot accueille les Jeux mondiaux de la Polonia.
De 2001 à 2008 un tournoi de tennis sur terre battue se déroule en juin à Sopot. Rafael Nadal y remporta en 2004 son premier tournoi ATP, imité l'année suivante par Gaël Monfils.
La ville de Sopot possède un club de basket-ball, le Prokom Trefl Sopot.

## Jumelages
La ville de Sopot est jumelée avec :
- Karlshamn (Suède)
- Næstved (Danemark)
- Ratzebourg (Allemagne) depuis le 4 juin 1994[3]
- Frankenthal (Allemagne)
- Southend-on-Sea (Angleterre)
- Peterhof (Russie)
- Ashkelon (Israël)
- Zakopane (Pologne)

## Sources & références
- (en) Cet article est partiellement ou en totalité issu de l’article de Wikipédia en anglais intitulé « Sopot » (voir la liste des auteurs).

1. ↑  Jean Lopez, Berlin, p. 355
2. ↑  Miasta partnerskie
3. ↑  « Partnerstädte in Europa » Site web de la ville de Ratzebourg, consulté le 20 juin 2016.